# ATP Cup 2022
Pour un article plus général, voir ATP Cup.
Navigation
Édition précédente
L'ATP Cup 2022 est la 3e et dernière édition de ce tournoi de tennis professionnel masculin par nations.

## Primes et points
Cette compétition offre des points au classement ATP. Un joueur qui remporterait tous ses matchs en simple, que ce soit durant la phase de poules ou la phase finale, peut gagner jusqu'à 750 points ATP. Un joueur qui remporterait tous ses matchs en double peut, quant à lui, gagner jusqu'à 250 points. Les points en simple sont attribués à chaque victoire en fonction du classement de l'adversaire et du tour. Ceux en double sont seulement attribués à chaque victoire et ne dépendent ni du classement de l'adversaire, ni du tour.

## Faits marquants

### Avant le tournoi
Le numéro 1 mondial Novak Djokovic est forfait car il est en difficulté avec les autorités australiennes concernant sa venue sur le territoire à cause du Covid-19. Malgré tout, la Serbie reste qualifiée grâce au classement de Dušan Lajović (33e) et se maintient tête de série n°1 de la compétition, les poules ayant été constituées avant le forfait de Novak Djokovic.
Nadal n°6 mondial a préféré jouer le tournoi de Melbourne et laisser son équipe avec tout de même les numéros 19 et 20 mondial.
Le numéro 1 français, Gaël Monfils (21e), ne s'étant pas inscrit à la compétition, privilégiant les compétitions classiques du circuit ATP, l'équipe de France n'est pas qualifiée pour cette troisième édition, permettant ainsi aux États-Unis de participer au tournoi. Cependant, à la suite du forfait des numéros 1 et 2 autrichiens, Dominic Thiem et Dennis Novak, l'équipe d'Autriche est remplacée par l'équipe de France grâce au classement d'Ugo Humbert (35e). Les joueurs classés avant lui sont soit déjà inscrits dans la compétition en tant que numéro 2 de leur équipe, soit ont refusé de disputer l'ATP Cup.
Pour récapituler, on note plusieurs forfaits après la clôture des inscriptions : Novak Djokovic pour la Serbie, Dominic Thiem et Dennis Novak pour l'Autriche, Andrey Rublev (atteint du Covid 19), Aslan Karatsev et Evgeny Donskoy pour la Russie, et Austin Krajicek pour les États-Unis.
Les 2, 3, 4, 7, 8, 9 et 10e joueurs au classement mondial sont présents.

### Lauréat
En battant l'Espagne, le Canada, emmené par Félix Auger-Aliassime et Denis Shapovalov, remporte pour la première fois de son histoire une compétition de tennis masculine par équipe.

## Équipes
1. Serbie : qualifiée par Novak Djokovic (1er)
2. Russie : qualifiée par Daniil Medvedev (2e)
3. Allemagne : qualifiée par Alexander Zverev (3e)
4. Grèce : qualifiée par Stéfanos Tsitsipás (4e)
5. Italie : qualifiée par Matteo Berrettini (7e)
6. Norvège : qualifiée par Casper Ruud (8e)
7. Pologne : qualifiée par Hubert Hurkacz (9e)
8. Canada : qualifiée par Félix Auger-Aliassime (11e)
9. Royaume-Uni : qualifiée par Cameron Norrie (12e)
10. Argentine : qualifiée par Diego Schwartzman (13e)
11. France : qualifiée par Ugo Humbert (35e)
12. Chili : qualifiée par Cristian Garín (17e)
13. Espagne : qualifiée par Roberto Bautista-Agut (19e)
14. Géorgie : qualifiée par Nikoloz Basilashvili (22e)
15. États-Unis : qualifiée par Taylor Fritz (23e)
16. Australie : invitée (WC)

| N° | Pays    | Capitaine        | Composition de l'équipe                                                                          | Résultat |
| -- | ------- | ---------------- | ------------------------------------------------------------------------------------------------ | -------- |
| 1  | Serbie  | Ivan Sabanov     | - Dušan Lajović - Filip Krajinović - Nikola Čačić - Matej Sabanov                                | Poules   |
| 6  | Norvège | Christian Ruud   | - Casper Ruud - Viktor Durasovic - L. Hellum-Lilleengen - Leyton Rivera - Andreja Petrovic       | Poules   |
| 12 | Chili   | Jorge Aguilar    | - Cristian Garín - Alejandro Tabilo - M. T. Barrios Vera                                         | Poules   |
| 13 | Espagne | D. Gimeno Traver | - R. Bautista-Agut - P. Carreño Busta - A. Ramos Viñolas - A. Davidovich Fokina - Pedro Martínez | Finale   |

| N° | Pays      | Capitaine           | Composition de l'équipe                                                               | Résultat     |
| -- | --------- | ------------------- | ------------------------------------------------------------------------------------- | ------------ |
| 2  | Russie    | Gilles Cervara      | - Daniil Medvedev - Roman Safiullin - Evgeny Karlovskiy                               | Demi-finales |
| 5  | Italie    | Vincenzo Santopadre | - Matteo Berrettini - Jannik Sinner - Lorenzo Sonego - Simone Bolelli - Fabio Fognini | Poules       |
| 11 | France    | Nicolas Copin       | - Ugo Humbert - Arthur Rinderknech - Fabrice Martin - É. Roger-Vasselin               | Poules       |
| 15 | Australie | Lleyton Hewitt      | - Alex de Minaur - James Duckworth - Max Purcell - John Peers - Luke Saville          | Poules       |

| N° | Pays        | Capitaine          | Composition de l'équipe                                                      | Résultat |
| -- | ----------- | ------------------ | ---------------------------------------------------------------------------- | -------- |
| 3  | Allemagne   | Michael Kohlmann   | - Alexander Zverev - J.-L. Struff - Y. Hanfmann - Kevin Krawietz - Tim Pütz  | Poules   |
| 8  | Canada      | F. Auger-Aliassime | - F. Auger-Aliassime - Denis Shapovalov - Brayden Schnur - Steven Diez       | Victoire |
| 9  | Royaume-Uni | Liam Broady        | - Cameron Norrie - Daniel Evans - Liam Broady - Joe Salisbury - Jamie Murray | Poules   |
| 15 | États-Unis  | Michael Russell    | - Taylor Fritz - John Isner - Brandon Nakashima - Rajeev Ram                 | Poules   |

| N° | Pays      | Capitaine           | Composition de l'équipe                                                                                  | Résultat     |
| -- | --------- | ------------------- | --- | ------------ |
| 4  | Grèce     | Apostolos Tsitsipás | - Stéfanos Tsitsipás - Michail Pervolarakis - Petros Tsitsipás - Markos Kalovelonis - Aristotelis Thanos | Poules       |
| 7  | Pologne   | Marcin Matkowski    | - Hubert Hurkacz - Kamil Majchrzak - Kacper Żuk - Jan Zieliński - Szymon Walków                          | Demi-finales |
| 10 | Argentine | Alejandro Fabbri    | - D. Schwartzman - Federico Delbonis - Federico Coria - Máximo González - Andrés Molteni                 | Poules       |
| 14 | Géorgie   | David Kvernadze     | - N. Basilashvili - A. Metreveli - Aleksandre Bakshi - Zura Tkemaladze - Saba Purtseladze                | Poules       |

## Tournoi

### Phase de poules

#### Groupe A
| N° | Rang | Pays    | V - D | Matchs | Sets    | Jeux     |
| -- | ---- | ------- | ----- | ------ | ------- | -------- |
| 1  | 13   | Espagne | 3 - 0 | 8 - 1  | 17 - 3  | 107 - 71 |
| 2  | 12   | Chili   | 2 - 1 | 4 - 5  | 10 - 12 | 86 - 88  |
| 3  | 1    | Serbie  | 1 - 2 | 4 - 5  | 9 - 12  | 85 - 88  |
| 4  | 6    | Norvège | 0 - 3 | 2 - 7  | 5 - 14  | 75 - 106 |

|  | Équipe 1 | Score | Équipe 2 |  |
|  | Chili    | 0 – 3 | Espagne  |  |

| Ordre des matchs | Joueurs                               | Points au premier set | Points au second set | Points au troisième set |
| ---------------- | ------------------------------------- | --------------------- | -------------------- | ----------------------- |
| 1                | Alejandro Tabilo                      | 4                     | 64                   |                         |
| 1                | Pablo Carreño Busta                   | 6                     | 7                    |                         |
|                  |                                       |                       |                      |                         |
| 2                | Cristian Garín                        | 0                     | 3                    |                         |
| 2                | Roberto Bautista-Agut                 | 6                     | 6                    |                         |
|                  |                                       |                       |                      |                         |
| 3                | Tomas Barrios Vera - Alejandro Tabilo | 63                    | 6                    | 7                       |
| 3                | A. Davidovich Fokina - Pedro Martínez | 7                     | 4                    | 10                      |

|  | Équipe 1 | Score | Équipe 2 |  |
|  | Norvège  | 0 – 3 | Espagne  |  |

| Ordre des matchs | Joueurs                                    | Points au premier set | Points au second set | Points au troisième set |
| ---------------- | ------------------------------------------ | --------------------- | -------------------- | ----------------------- |
| 1                | Viktor Durasovic                           | 3                     | 3                    |                         |
| 1                | Pablo Carreño Busta                        | 6                     | 6                    |                         |
|                  |                                            |                       |                      |                         |
| 2                | Casper Ruud                                | 4                     | 64                   |                         |
| 2                | Roberto Bautista-Agut                      | 6                     | 7                    |                         |
|                  |                                            |                       |                      |                         |
| 3                | Lukas Hellum Lilleengen - Andreja Petrovic | 4                     | 1                    |                         |
| 3                | A. Davidovich Fokina - Pedro Martínez      | 6                     | 6                    |                         |

|  | Équipe 1 | Score | Équipe 2 |  |
|  | Norvège  | 1 – 2 | Chili    |  |

| Ordre des matchs | Joueurs                               | Points au premier set | Points au second set | Points au troisième set |
| ---------------- | ------------------------------------- | --------------------- | -------------------- | ----------------------- |
| 1                | Viktor Durasovic                      | 1                     | 7                    | 1                       |
| 1                | Alejandro Tabilo                      | 6                     | 65                   | 6                       |
|                  |                                       |                       |                      |                         |
| 2                | Casper Ruud                           | 6                     | 6                    |                         |
| 2                | Cristian Garín                        | 4                     | 1                    |                         |
|                  |                                       |                       |                      |                         |
| 3                | Andreja Petrovic - Leyton Rivera      | 0                     | 4                    |                         |
| 3                | Tomás Barrios Vera - Alejandro Tabilo | 6                     | 6                    |                         |

|  | Équipe 1 | Score | Équipe 2 |  |
|  | Serbie   | 2 – 1 | Norvège  |  |

| Ordre des matchs | Joueurs                         | Points au premier set | Points au second set | Points au troisième set |
| ---------------- | ------------------------------- | --------------------- | -------------------- | ----------------------- |
| 1                | Filip Krajinović                | 6                     | 7                    |                         |
| 1                | Viktor Durasovic                | 2                     | 5                    |                         |
|                  |                                 |                       |                      |                         |
| 2                | Dušan Lajović                   | 3                     | 5                    |                         |
| 2                | Casper Ruud                     | 6                     | 7                    |                         |
|                  |                                 |                       |                      |                         |
| 3                | Nikola Čačić - Filip Krajinović | 7                     | 6                    |                         |
| 3                | Viktor Durasovic - Casper Ruud  | 63                    | 3                    |                         |

|  | Équipe 1 | Score | Équipe 2 |  |
|  | Serbie   | 1 – 2 | Chili    |  |

| Ordre des matchs | Joueurs                               | Points au premier set | Points au second set | Points au troisième set |
| ---------------- | ------------------------------------- | --------------------- | -------------------- | ----------------------- |
| 1                | Filip Krajinović                      | 6                     | 3                    | 7                       |
| 1                | Alejandro Tabilo                      | 4                     | 6                    | 65                      |
|                  |                                       |                       |                      |                         |
| 2                | Dušan Lajović                         | 6                     | 4                    | 0 ab.                   |
| 2                | Cristian Garín                        | 4                     | 6                    | 3                       |
|                  |                                       |                       |                      |                         |
| 3                | Nikola Čačić - Matej Sabanov          | 4                     | 6                    | 7                       |
| 3                | Alejandro Tabilo - Tomas Barrios Vera | 6                     | 3                    | 10                      |

|  | Équipe 1 | Score | Équipe 2 |  |
|  | Serbie   | 1 – 2 | Espagne  |  |

| Ordre des matchs | Joueurs                               | Points au premier set | Points au second set | Points au troisième set |
| ---------------- | ------------------------------------- | --------------------- | -------------------- | ----------------------- |
| 1                | Filip Krajinović                      | 3                     | 4                    |                         |
| 1                | Pablo Carreño Busta                   | 6                     | 6                    |                         |
|                  |                                       |                       |                      |                         |
| 2                | Dušan Lajović                         | 1                     | 4                    |                         |
| 2                | Roberto Bautista-Agut                 | 6                     | 6                    |                         |
|                  |                                       |                       |                      |                         |
| 3                | Nikola Čačić - Matej Sabanov          | 65                    | 6                    | 10                      |
| 3                | Albert Ramos-Viñolas - Pedro Martínez | 7                     | 3                    | 5                       |

#### Groupe B
| N° | Rang | Pays      | V - D | Matchs | Sets   | Jeux      |
| -- | ---- | --------- | ----- | ------ | ------ | --------- |
| 1  | 2    | Russie    | 3 - 0 | 7 - 2  | 15 - 8 | 120 - 107 |
| 2  | 16   | Australie | 2 - 1 | 4 - 5  | 9 - 12 | 96 - 100  |
| 3  | 5    | Italie    | 1 - 2 | 5 - 4  | 12 - 9 | 105 - 98  |
| 4  | 11   | France    | 0 - 3 | 2 - 7  | 8 - 15 | 106 - 122 |

|  | Équipe 1 | Score | Équipe 2 |  |
|  | Russie   | 2 – 1 | France   |  |

| Ordre des matchs | Joueurs                                 | Points au premier set | Points au second set | Points au troisième set |
| ---------------- | --------------------------------------- | --------------------- | -------------------- | ----------------------- |
| 1                | Roman Safiullin                         | 2                     | 7                    | 6                       |
| 1                | Arthur Rinderknech                      | 6                     | 5                    | 3                       |
|                  |                                         |                       |                      |                         |
| 2                | Daniil Medvedev                         | 7                     | 5                    | 62                      |
| 2                | Ugo Humbert                             | 65                    | 7                    | 7                       |
|                  |                                         |                       |                      |                         |
| 3                | Daniil Medvedev - Roman Safiullin       | 6                     | 6                    |                         |
| 3                | Fabrice Martin - Édouard Roger-Vasselin | 4                     | 4                    |                         |

|  | Équipe 1 | Score | Équipe 2 |  |
|  | Italie   | 3 – 0 | France   |  |

| Ordre des matchs | Joueurs                                 | Points au premier set | Points au second set | Points au troisième set |
| ---------------- | --------------------------------------- | --------------------- | -------------------- | ----------------------- |
| 1                | Jannik Sinner                           | 6                     | 7                    |                         |
| 1                | Arthur Rinderknech                      | 3                     | 63                   |                         |
|                  |                                         |                       |                      |                         |
| 2                | Matteo Berrettini                       | 6                     | 7                    |                         |
| 2                | Ugo Humbert                             | 4                     | 6                    |                         |
|                  |                                         |                       |                      |                         |
| 3                | Matteo Berrettini - Jannik Sinner       | 6                     | 67                   | 10                      |
| 3                | Fabrice Martin - Édouard Roger-Vasselin | 3                     | 7                    | 8                       |

|  | Équipe 1 | Score | Équipe 2 |  |
|  | Russie   | 2 – 1 | Italie   |  |

| Ordre des matchs | Joueurs                           | Points au premier set | Points au second set | Points au troisième set |
| ---------------- | --------------------------------- | --------------------- | -------------------- | ----------------------- |
| 1                | Roman Safiullin                   | 6                     | 3                    |                         |
| 1                | Jannik Sinner                     | 7                     | 6                    |                         |
|                  |                                   |                       |                      |                         |
| 2                | Daniil Medvedev                   | 6                     | 65                   | 6                       |
| 2                | Matteo Berrettini                 | 2                     | 7                    | 4                       |
|                  |                                   |                       |                      |                         |
| 3                | Daniil Medvedev - Roman Safiullin | 5                     | 6                    | 10                      |
| 3                | Matteo Berrettini - Jannik Sinner | 7                     | 4                    | 5                       |

|  | Équipe 1 | Score | Équipe 2  |  |
|  | Italie   | 1 – 2 | Australie |  |

| Ordre des matchs | Joueurs                            | Points au premier set | Points au second set | Points au troisième set |
| ---------------- | ---------------------------------- | --------------------- | -------------------- | ----------------------- |
| 1                | Jannik Sinner                      | 6                     | 6                    |                         |
| 1                | Max Purcell                        | 1                     | 3                    |                         |
|                  |                                    |                       |                      |                         |
| 2                | Matteo Berrettini                  | 3                     | 64                   |                         |
| 2                | Alex de Minaur                     | 6                     | 7                    |                         |
|                  |                                    |                       |                      |                         |
| 3                | Matteo Berrettini - Simone Bolelli | 3                     | 5                    |                         |
| 3                | John Peers - Luke Saville          | 6                     | 7                    |                         |

|  | Équipe 1 | Score | Équipe 2  |  |
|  | Russie   | 3 – 0 | Australie |  |

| Ordre des matchs | Joueurs                           | Points au premier set | Points au second set | Points au troisième set |
| ---------------- | --------------------------------- | --------------------- | -------------------- | ----------------------- |
| 1                | Roman Safiullin                   | 7                     | 6                    |                         |
| 1                | James Duckworth                   | 6                     | 4                    |                         |
|                  |                                   |                       |                      |                         |
| 2                | Daniil Medvedev                   | 6                     | 6                    |                         |
| 2                | Alex de Minaur                    | 4                     | 2                    |                         |
|                  |                                   |                       |                      |                         |
| 3                | Daniil Medvedev - Roman Safiullin | 7                     | 3                    | 10                      |
| 3                | John Peers - Luke Saville         | 67                    | 6                    | 6                       |

|  | Équipe 1 | Score | Équipe 2  |  |
|  | France   | 1 – 2 | Australie |  |

| Ordre des matchs | Joueurs                                 | Points au premier set | Points au second set | Points au troisième set |
| ---------------- | --------------------------------------- | --------------------- | -------------------- | ----------------------- |
| 1                | Arthur Rinderknech                      | 6                     | 7                    |                         |
| 1                | James Duckworth                         | 4                     | 6                    |                         |
|                  |                                         |                       |                      |                         |
| 2                | Ugo Humbert                             | 6                     | 62                   | 1                       |
| 2                | Alex de Minaur                          | 3                     | 7                    | 6                       |
|                  |                                         |                       |                      |                         |
| 3                | Fabrice Martin - Édouard Roger-Vasselin | 2                     | 7                    | 9                       |
| 3                | John Peers - Luke Saville               | 6                     | 5                    | 11                      |

#### Groupe C
| N° | Rang | Pays        | V - D | Matchs | Sets    | Jeux      |
| -- | ---- | ----------- | ----- | ------ | ------- | --------- |
| 1  | 8    | Canada      | 2 - 1 | 4 - 5  | 9 - 12  | 100 - 108 |
| 2  | 9    | Royaume-Uni | 2 - 1 | 5 - 4  | 11 - 9  | 97 - 94   |
| 2  | 3    | Allemagne   | 1 - 2 | 4 - 5  | 10 - 11 | 96 - 108  |
| 4  | 15   | États-Unis  | 1 - 2 | 5 - 4  | 12 - 10 | 117 - 100 |

|  | Équipe 1 | Score | Équipe 2   |  |
|  | Canada   | 0 – 3 | États-Unis |  |

| Ordre des matchs | Joueurs                                  | Points au premier set | Points au second set | Points au troisième set |
| ---------------- | ---------------------------------------- | --------------------- | -------------------- | ----------------------- |
| 1                | Brayden Schnur                           | 1                     | 3                    |                         |
| 1                | John Isner                               | 6                     | 6                    |                         |
|                  |                                          |                       |                      |                         |
| 2                | Félix Auger-Aliassime                    | 7                     | 4                    | 4                       |
| 2                | Taylor Fritz                             | 6                     | 6                    | 6                       |
|                  |                                          |                       |                      |                         |
| 3                | Félix Auger-Aliassime - Denis Shapovalov | 4                     | 4                    |                         |
| 3                | Taylor Fritz - John Isner                | 6                     | 6                    |                         |

|  | Équipe 1  | Score | Équipe 2   |  |
|  | Allemagne | 2 – 1 | États-Unis |  |

| Ordre des matchs | Joueurs                   | Points au premier set | Points au second set | Points au troisième set |
| ---------------- | ------------------------- | --------------------- | -------------------- | ----------------------- |
| 1                | Jan-Lennard Struff        | 7                     | 4                    | 7                       |
| 1                | John Isner                | 67                    | 6                    | 5                       |
|                  |                           |                       |                      |                         |
| 2                | Alexander Zverev          | 6                     | 6                    |                         |
| 2                | Taylor Fritz              | 4                     | 4                    |                         |
|                  |                           |                       |                      |                         |
| 3                | Kevin Krawietz - Tim Pütz | 0                     | 3                    |                         |
| 3                | Taylor Fritz - John Isner | 6                     | 6                    |                         |

|  | Équipe 1    | Score | Équipe 2   |  |
|  | Royaume-Uni | 2 – 1 | États-Unis |  |

| Ordre des matchs | Joueurs                     | Points au premier set | Points au second set | Points au troisième set |
| ---------------- | --------------------------- | --------------------- | -------------------- | ----------------------- |
| 1                | Daniel Evans                | 6                     | 7                    |                         |
| 1                | John Isner                  | 4                     | 63                   |                         |
|                  |                             |                       |                      |                         |
| 2                | Cameron Norrie              | 64                    | 6                    | 1                       |
| 2                | Taylor Fritz                | 7                     | 3                    | 6                       |
|                  |                             |                       |                      |                         |
| 3                | Daniel Evans - Jamie Murray | 63                    | 7                    | 10                      |
| 3                | Taylor Fritz - John Isner   | 7                     | 5                    | 8                       |

|  | Équipe 1  | Score | Équipe 2    |  |
|  | Allemagne | 1 – 2 | Royaume-Uni |  |

| Ordre des matchs | Joueurs                           | Points au premier set | Points au second set | Points au troisième set |
| ---------------- | --------------------------------- | --------------------- | -------------------- | ----------------------- |
| 1                | Jan-Lennard Struff                | 1                     | 2                    |                         |
| 1                | Daniel Evans                      | 6                     | 6                    |                         |
|                  |                                   |                       |                      |                         |
| 2                | Alexander Zverev                  | 7                     | 6                    |                         |
| 2                | Cameron Norrie                    | 62                    | 1                    |                         |
|                  |                                   |                       |                      |                         |
| 3                | Kevin Krawietz - Alexander Zverev | 3                     | 4                    |                         |
| 3                | Daniel Evans - Jamie Murray       | 6                     | 6                    |                         |

|  | Équipe 1 | Score | Équipe 2    |  |
|  | Canada   | 2 – 1 | Royaume-Uni |  |

| Ordre des matchs | Joueurs                                  | Points au premier set | Points au second set | Points au troisième set |
| ---------------- | ---------------------------------------- | --------------------- | -------------------- | ----------------------- |
| 1                | Denis Shapovalov                         | 4                     | 4                    |                         |
| 1                | Daniel Evans                             | 6                     | 6                    |                         |
|                  |                                          |                       |                      |                         |
| 2                | Félix Auger-Aliassime                    | 7                     | 6                    |                         |
| 2                | Cameron Norrie                           | 64                    | 3                    |                         |
|                  |                                          |                       |                      |                         |
| 3                | Félix Auger-Aliassime - Denis Shapovalov | 6                     | 6                    |                         |
| 3                | Jamie Murray - Joe Salisbury             | 4                     | 1                    |                         |

|  | Équipe 1  | Score | Équipe 2 |  |
|  | Allemagne | 1 – 2 | Canada   |  |

| Ordre des matchs | Joueurs                      | Points au premier set | Points au second set | Points au troisième set |
| ---------------- | ---------------------------- | --------------------- | -------------------- | ----------------------- |
| 1                | Jan-Lennard Struff           | 65                    | 6                    | 3                       |
| 1                | Denis Shapovalov             | 7                     | 4                    | 6                       |
|                  |                              |                       |                      |                         |
| 2                | Alexander Zverev             | 4                     | 6                    | 3                       |
| 2                | Félix Auger-Aliassime        | 6                     | 4                    | 6                       |
|                  |                              |                       |                      |                         |
| 3                | Kevin Krawietz - Tim Pütz    | 6                     | 6                    |                         |
| 3                | Steven Diez - Brayden Schnur | 3                     | 4                    |                         |

#### Groupe D
| N° | Rang | Pays      | V - D | Matchs | Sets   | Jeux     |
| -- | ---- | --------- | ----- | ------ | ------ | -------- |
| 1  | 7    | Pologne   | 3 - 0 | 8 - 1  | 17 - 4 | 117 - 70 |
| 2  | 10   | Argentine | 2 - 1 | 6 - 3  | 12 - 8 | 104 - 77 |
| 3  | 4    | Grèce     | 1 - 2 | 3 - 6  | 9 - 13 | 70 - 93  |
| 4  | 14   | Géorgie   | 0 - 3 | 1 - 8  | 4 - 17 | 47 - 100 |

|  | Équipe 1  | Score | Équipe 2 |  |
|  | Argentine | 3 – 0 | Géorgie  |  |

| Ordre des matchs | Joueurs                            | Points au premier set | Points au second set | Points au troisième set |
| ---------------- | ---------------------------------- | --------------------- | -------------------- | ----------------------- |
| 1                | Federico Delbonis                  | 6                     | 6                    |                         |
| 1                | Aleksandre Metreveli               | 1                     | 2                    |                         |
|                  |                                    |                       |                      |                         |
| 2                | Diego Schwartzman                  | 6                     | 6                    |                         |
| 2                | Nikoloz Basilashvili               | 1                     | 2                    |                         |
|                  |                                    |                       |                      |                         |
| 3                | Máximo González - Andrés Molteni   | 6                     | 6                    |                         |
| 3                | Saba Purtseladze - Zura Tkemaladze | 1                     | 2                    |                         |

|  | Équipe 1 | Score | Équipe 2 |  |
|  | Pologne  | 3 – 0 | Géorgie  |  |

| Ordre des matchs | Joueurs                             | Points au premier set | Points au second set | Points au troisième set |
| ---------------- | ----------------------------------- | --------------------- | -------------------- | ----------------------- |
| 1                | Kamil Majchrzak                     | 6                     | 6                    |                         |
| 1                | Aleksandre Bakshi                   | 1                     | 1                    |                         |
|                  |                                     |                       |                      |                         |
| 2                | Hubert Hurkacz                      | 65                    | 6                    | 6                       |
| 2                | Aleksandre Metreveli                | 7                     | 3                    | 1                       |
|                  |                                     |                       |                      |                         |
| 3                | Szymon Walków - Jan Zieliński       | 62                    | 6                    | 10                      |
| 3                | Aleksandre Bakshi - Zura Tkemaladze | 7                     | 2                    | 6                       |

|  | Équipe 1 | Score | Équipe 2  |  |
|  | Pologne  | 3 – 0 | Argentine |  |

| Ordre des matchs | Joueurs                          | Points au premier set | Points au second set | Points au troisième set |
| ---------------- | -------------------------------- | --------------------- | -------------------- | ----------------------- |
| 1                | Kamil Majchrzak                  | 6                     | 7                    |                         |
| 1                | Federico Delbonis                | 3                     | 63                   |                         |
|                  |                                  |                       |                      |                         |
| 2                | Hubert Hurkacz                   | 6                     | 6                    |                         |
| 2                | Diego Schwartzman                | 1                     | 4                    |                         |
|                  |                                  |                       |                      |                         |
| 3                | Szymon Walków - Jan Zieliński    | 7                     | 7                    |                         |
| 3                | Máximo González - Andrés Molteni | 64                    | 65                   |                         |

|  | Équipe 1 | Score | Équipe 2 |  |
|  | Grèce    | 1 – 2 | Pologne  |  |

| Ordre des matchs | Joueurs                                   | Points au premier set | Points au second set | Points au troisième set |
| ---------------- | ----------------------------------------- | --------------------- | -------------------- | ----------------------- |
| 1                | Michail Pervolarakis                      | 1                     | 4                    |                         |
| 1                | Kamil Majchrzak                           | 6                     | 6                    |                         |
|                  |                                           |                       |                      |                         |
| 2                | Aristotelis Thanos                        | 1                     | 2                    |                         |
| 2                | Hubert Hurkacz                            | 6                     | 6                    |                         |
|                  |                                           |                       |                      |                         |
| 3                | Michail Pervolarakis - Stéfanos Tsitsipás | 6                     | 5                    | 10                      |
| 3                | Hubert Hurkacz - Jan Zielinsky            | 4                     | 7                    | 8                       |

|  | Équipe 1 | Score | Équipe 2  |  |
|  | Grèce    | 0 – 3 | Argentine |  |

| Ordre des matchs | Joueurs                               | Points au premier set | Points au second set | Points au troisième set |
| ---------------- | ------------------------------------- | --------------------- | -------------------- | ----------------------- |
| 1                | Michail Pervolarakis                  | 65                    | 1                    |                         |
| 1                | Federico Delbonis                     | 7                     | 6                    |                         |
|                  |                                       |                       |                      |                         |
| 2                | Stéfanos Tsitsipás                    | 7                     | 3                    | 3                       |
| 2                | Diego Schwartzman                     | 65                    | 6                    | 6                       |
|                  |                                       |                       |                      |                         |
| 3                | Markos Kalovelonis - Petros Tsitsipás | 3                     | 6                    | 9                       |
| 3                | Máximo González - Andrés Molteni      | 6                     | 4                    | 11                      |

|  | Équipe 1 | Score | Équipe 2 |  |
|  | Grèce    | 2 – 1 | Géorgie  |  |

| Ordre des matchs | Joueurs                                   | Points au premier set | Points au second set | Points au troisième set |
| ---------------- | ----------------------------------------- | --------------------- | -------------------- | ----------------------- |
| 1                | Michail Pervolarakis                      | 6                     | 6                    |                         |
| 1                | Aleksandre Metreveli                      | 3                     | 2                    |                         |
|                  |                                           |                       |                      |                         |
| 2                | Stéfanos Tsitsipás                        | 4                     |                      |                         |
| 2                | Nikoloz Basilashvili                      | 1                     | ab.                  |                         |
|                  |                                           |                       |                      |                         |
| 3                | Michail Pervolarakis - Stéfanos Tsitsipás | 6                     | 3                    | 14                      |
| 3                | Aleksandre Bakshi - Aleksandre Metreveli  | 4                     | 6                    | 16                      |

### Phase finale
|  | Demi-finales Sydney Olympic Park - Sydney | Demi-finales Sydney Olympic Park - Sydney |         |   | Finale Sydney Olympic Park - Sydney | Finale Sydney Olympic Park - Sydney |
|  | Demi-finales Sydney Olympic Park - Sydney | Demi-finales Sydney Olympic Park - Sydney |         |   | Finale Sydney Olympic Park - Sydney | Finale Sydney Olympic Park - Sydney |
|  |                                           |                                           |         |   |                                     |                                     |
|  |                                           |                                           |         |   |                                     |                                     |
|  |                                           |                                           |         |   |                                     |                                     |
|  | Espagne                                   | 2                                         |         |   |                                     |                                     |
|  | Espagne                                   | 2                                         |         |   |                                     |                                     |
|  | Pologne                                   | 1                                         |         |   |                                     |                                     |
|  | Pologne                                   | 1                                         | Espagne | 0 |                                     |                                     |
|  |                                           |                                           | Espagne | 0 |                                     |                                     |
|  |                                           | Canada                                    | 2       |   |                                     |                                     |
|  | Canada                                    | Canada                                    | 2       | 2 |                                     |                                     |
|  | Canada                                    |                                           |         | 2 |                                     |                                     |
|  | Russie                                    | 1                                         |         |   |                                     |                                     |
|  | Russie                                    | 1                                         |         |   |                                     |                                     |

#### Demi-finales
|  | Équipe 1 | Score | Équipe 2 |  |
|  | Espagne  | 2 – 1 | Pologne  |  |

| Ordre des matchs | Joueurs                               | Points au premier set | Points au second set | Points au troisième set |
| ---------------- | ------------------------------------- | --------------------- | -------------------- | ----------------------- |
| 1                | Pablo Carreño Busta                   | 6                     | 6                    |                         |
| 1                | Jan Zieliński                         | 2                     | 1                    |                         |
|                  |                                       |                       |                      |                         |
| 2                | Roberto Bautista-Agut                 | 7                     | 2                    | 7                       |
| 2                | Hubert Hurkacz                        | 6                     | 6                    | 65                      |
|                  |                                       |                       |                      |                         |
| 3                | Pedro Martínez - Albert Ramos-Viñolas | 6                     | 3                    | 6                       |
| 3                | Szymon Walków - Jan Zieliński         | 4                     | 6                    | 10                      |

|  | Équipe 1 | Score | Équipe 2 |  |
|  | Canada   | 2 – 1 | Russie   |  |

| Ordre des matchs | Joueurs                                  | Points au premier set | Points au second set | Points au troisième set |
| ---------------- | ---------------------------------------- | --------------------- | -------------------- | ----------------------- |
| 1                | Denis Shapovalov                         | 6                     | 5                    | 6                       |
| 1                | Roman Safiullin                          | 4                     | 7                    | 4                       |
|                  |                                          |                       |                      |                         |
| 2                | Félix Auger-Aliassime                    | 4                     | 0                    |                         |
| 2                | Daniil Medvedev                          | 6                     | 6                    |                         |
|                  |                                          |                       |                      |                         |
| 3                | Félix Auger-Aliassime - Denis Shapovalov | 4                     | 7                    | 10                      |
| 3                | Daniil Medvedev - Roman Safiullin        | 6                     | 5                    | 7                       |

#### Finale
|  | Équipe 1 | Score | Équipe 2 |  |
|  | Espagne  | 0 – 2 | Canada   |  |